# Gnamptogenys europaea
Gnamptogenys europaea é uma espécie de formiga do gênero Gnamptogenys.